# روسليبن
روسلبن (بالألمانية: Roßleben) هي بلدة ألمانية تقع في ألمانيا في تورينغن. يقدر عدد سكانها بـ 5,987 نسمة .

## المدن التوأمة
مدينة فيشترزباخ هي مدينة توأمة لـروسلبن.

## أعلام
- فيرنر هايني
- فريتز هوفمان